# Січинський Денис Володимирович
Дени́с Володи́мирович Січи́нський (2 жовтня 1865, Клювинці, тепер Гусятинський район, Тернопільська область — 26 травня 1909, Станиславів) — український композитор і хоровий диригент, перший професор музики у Королівстві Галичини та Володимирії, музично-громадський діяч, педагог. Автор музики до пісні-маршу «Не пора», одного з найпопулярніших українських гімнів початку XX століття на слова Івана Франка.

## Життєпис

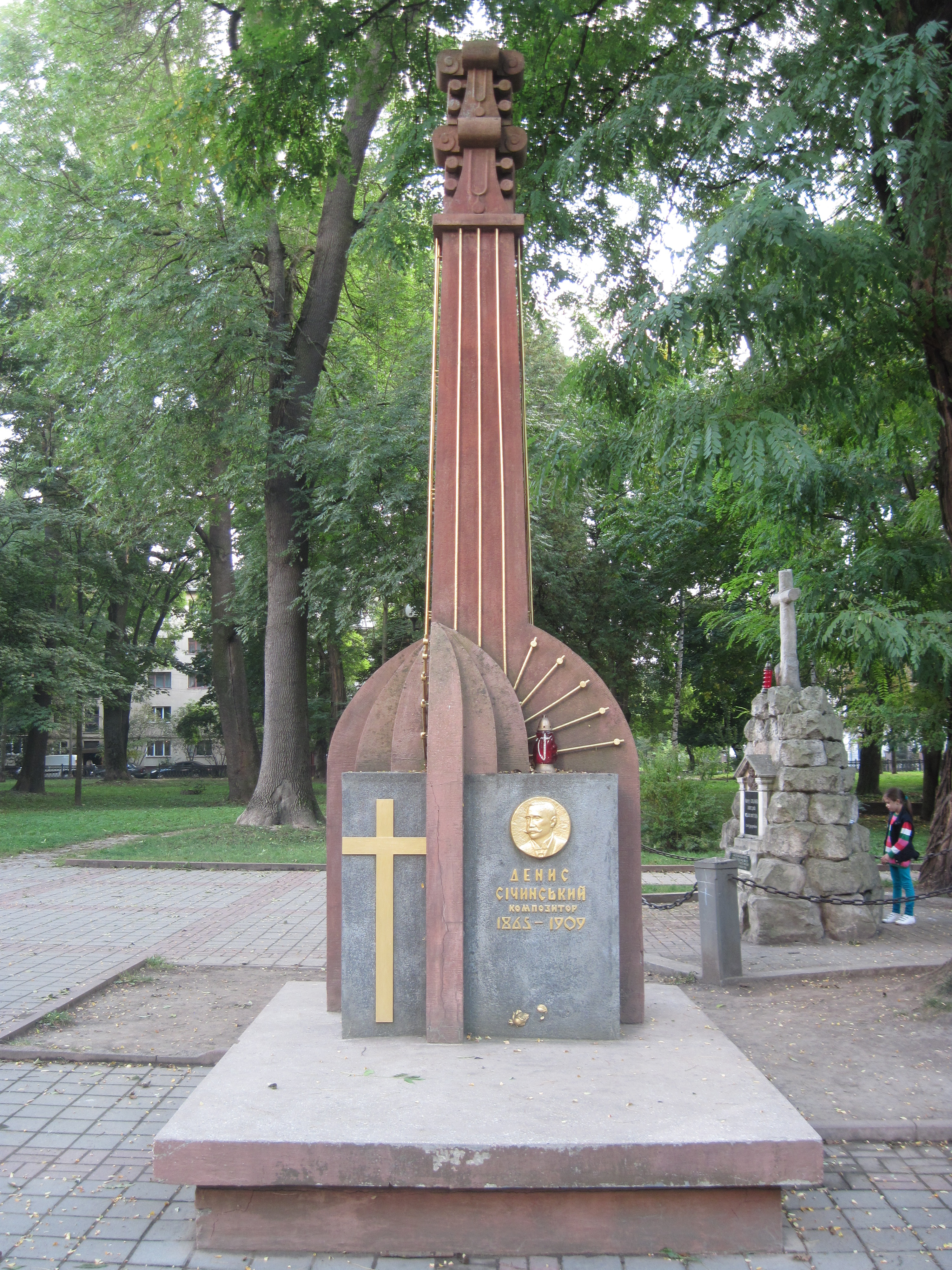
Надгробок Дениса Січинського в Івано-Франківську

Народився 2 жовтня 1865 року в с. Клювинці (Королівство Галичини та Володимирії, Австрійська імперія, тепер Гусятинський район, Тернопільська область, Україна). Рано втратив батьків.
Основи музичних знань Денис Січинський здобув у Тернопільській класичній гімназії, після закінчення якої у 1888 році вступив на правничний та теологічний факультети Львівського університету, але музичну освіту завершив у Львівській консерваторії (1892).
Після завершення студій переїхав до Коломиї, де заснував чоловічий вокальний квартет. Потім працював учителем гри на фортепіано, диригентом хорів у Бережанах та в інших містах заходу України, також Станиславові, Перемишлі (диригент у 1895—1896). Ще — капельмейстером оркестру при сирітському притулку в Дроговижі як організатор і диригент хорів співацького товариства «Боян» (засноване 1891 р.).
Денис Січинський був надзвичайно талановитим, став першим композитором у Галичині, однак «жити з музики» було не легко, тому його життя було досить важким. Позбавлений засобів для існування, Денис Січинський змушений був братися до будь-якої роботи — переписувати ноти, аранжувати популярні твори, керувати хором, військовим оркестром, давати уроки, лекції, працювати рахівником, бухгалтером, капельмейстером у сирітському притулку. Працював у Львові. Саме львівському «Боянові» композитор присвятив свої два великих твори: в'язанку народних пісень «Було не рубати зеленого дуба» і кантату «Дніпро реве». 1894 року Денис Січинський разом з І. Франком, М. Павликом, О. Роздольським, Ф. Колессою, О. Нижанківським брав участь у створенні у Львові комітету для збирання й публікації українських народних пісень.
1902 року заснував у Станиславові першу музичну школу, організовував сільські хори. Один з ініціаторів Союзу Співочих і Музичних Товариств Галичини (1903).
Помер Денис Січинський від зараження крові (сепсису) 26 травня 1909 року. Похований у меморіальному сквері Івано-Франківська. Лише після смерті композитора громадськість усвідомила, якої втрати зазнала.

## Вшанування пам'яті
- 1956 року була видана перша музикознавча праця про життєвий і творчий шлях композитора. Автор — доктор мистецтвознавства Стефанія Павлишин.
- На честь композитора Дениса Січинського названа вулиця в Івано-Франківську, в Тернополі та вулиці в інших містах України.
- До 100-літнього ювілею Січинського завдяки ініціативі Андрія Ставничого та за підтримки дирекції Станіславському музичному училищу присвоїли ім'я Дениса Січинського. Це — один із провідних навчальних закладів України, потужний осередок культури та мистецтва Прикарпаття, що виховує справжніх фахівців, яскраві творчі особистості, національно-свідомих громадян — патріотів своєї держави.
- До 125-річного ювілею Дениса Січинського було підготовлено розлогу програму з творів композитора. Відбулася науково-теоретична конференція, на якій виступили викладачі Львівської консерваторії професори Стефанія Павлишин, Марія Бойко, доценти Любомира Яросевич, Юрій Ясіновський та викладачі Івано-Франківського музичного училища.
- У меморіальному сквері Івано-Франківська встановлено пам'ятник на його могилі, виконаний у формі кобзи.
- У жовтні 2015 року музична громадськість Івано-Франківська і України, музичне училище, що назване ім'ям Дениса Січинського, відзначили 150-річний ювілей композитора. Проведено ювілейну академію в Івано-Франківській обласній філармонії, відбулися концерти, де звучали твори композитора, вшанування, пам'ятні урочистості. А біля могили композитора відбулася панахида, яку відправив о. Зіновій Касько за участю хорового колективу.
- У рамках святкування 150-ліття маестро відбулося вручення премії імені Дениса Січинського, яку цього року отримав хор «Галицькі передзвони». Начальник управління культури, національностей та релігій Івано-Франківської ОДА Володимир Федорак привітав хор в особі його художнього керівника і диригента Ігоря Дем'янця. Слово про Д. Січинського виголосив викладач музичного училища кандидат мистецтвознавства Ігор Глібовицький.
- На честь Дениса Січинського названі вулиці у Львові, Івано-Франківську, Коломиї, Тернополі, Калуші та Гусятині.  Вулиця названа на його честь, бере свій початок з Кардинала Сліпого й простягається аж до бульвару Т. Шевченка у Тернополі.[6]

## Творчість
- Опери:
  - «Роксоляна» — історична опера (1908).

- Кантати:
  - «Дніпро реве» (1892),
  - «Кантата». Його преосвященству Єпископові Станиславівському о. Др. Григорію Хомишину,
  - «Лічу в неволі» (1902, слова Тараса Шевченка),
  - «Минули літа молодії» — 30 березня 1907 композитор створив хоровий твір на слова Тараса Шевченка . Посвята на рукопису така: «В. пов. Нусі Тисовецькій на спомин від автора». Твір цей довгі роки вважався втраченим.

- Солоспіви:
  - «Дума про Нечая» (Слова народні);
  - «Кілько дум то переснилось» (Слова У. Кравченка);
  - «Пісне моя» (Слова І. Франка);
  - «Із сліз моїх» (Слова Г. Гейне, переклад А. Кримського);
  - «Не співайте мені тої пісні» (Слова Лесі Українки) та інш.
- Хори на слова Тараса Шевченка, Івана Франка та ін.
  - «Не пора» (Слова І. Франка);
  - «Чом, чом, земле моя» (Слова В. Лебедєвої);
  - «Непереглядною юрбою» (Слова І. Франка);
  - «Січ в поході» (Слова В. Лебедєвої) та інш.
- Духовні твори.
- Збірка обробок народних пісень.
- Пісні для дітей.
- Фортепіянні мініатюри.